# Victor Hugo
Victor-Marie Hugo, francoski pisatelj, pesnik, dramatik, akademik in državnik, * 26. februar 1802, Besançon, Franche-Comté, † 22. maj 1885, Pariz, Francija.
Hugo velja za najbolj vplivnega romantičnega pisatelja 19. stoletja. S svojimi deli je poživil in razširil francoski literarni jezik. Velja za pomembnega ideologa Evropskega gibanja, premišljevalca Evrope po Napoleonu in zavednega republikanca. 
Pisal je zelo raznovrstna dela, ki so obsegala tako romane, gledališčne drame in tragedije, eseje, različne članke, bil je tudi pesnik, fotograf in slikar. Poleg literarnega ustvarjanja je bil pomemben evropski mislec, esejist, ki je z govori, dopisovanji in razmišljanji vplival na Francijo tudi med prisilnim izgonom. 
Kot pisec zagovarja konzervativna stališča in vrednote sočutja in pravičnosti, kar je razumljivo v obdobju, ki niha med kraljevino, samodrštvom in republiko. Prizadeval se je tudi za ohranitev tradicionalnih vrednot tako med ljudstvom kot v mednarodni politiki in poudarjal dolžnost in skrbnost delujočih v politiki.

## Življenje
Zgodnje otroštvo je preživel v Napoleonovi Franciji. Njegov oče Joseph je bil pomemben oficir, mama Sophie izrazito skrbna gospodinja. Victor je bil najmlajši od treh sinov. Zakonca sta bila nasprotujoči nazorov, oče je bil izrazito podpornik Napoleona, mama pa je verjela zvestobo tedaj ukinjeni kraljevini. Mama Sophie je ob kariernem napredovanju očeta postala zadolžena za vzgojo Victorja, ko je družina potovala z novimi zadolžitvami. Tako je spoznal Neapelj in dele Španije, kjer je bil oče odgovoren za skrb nad določenim ozemljem. Ker je oče Joseph doživel v Španiji poraz, njegovo ime ni vgravirano v pariški Slavolok zmage.
V mladosti se je Victor Hugo ukvarjal s poezijo in na področju dosegal manjše uspehe. V tem obdobju se zaljubi v Adèle kljub materinem nasprotovanju in se z njo celo skrivoma zaroči. Zaradi bližnjega odnosa s svojo materjo odlaga poroko in skriva zvezo z Adèle Foucher (1803–1868) vse do materine smrti leta 1821, nakar leto pozneje poroči Adèle.
Zakoncema se rodi deček Léopold, ki umre kot dojenček. Leto kasneje 28. avgusta 1824 se rodi Léopoldina, nato Charles 4. novembra 1826, François-Victor 28. oktobra 1828 in Adèle 24. avgusta 1830.
Leopoldina, najstarejša hči, je umrla pri 19. letih kmalu po poroki. Utopila se je v reki po nesreči, njen novi mož pa je ni uspel rešiti, ko je tonila zaradi težkega krila, ki jo je vleklo pod vodo.

### Literarni uspeh
Literarno se je Hugo prebil s čaščenjem liberalnega voditelja, kar bi bilo tudi čaščenje Napoleona. Pesmi kot so “À la Colonne” in “Lui” so ga pripeljale v zbor liberalnih pisateljev časopisa Le Globe, kot pisatelj pa se je tudi oprl uvedbi cenzure tiska in celo trpel cenzurne posege v njegovo gledališko predstavo Marion de Lorme (1829), ki je bila kritična do Ludvika XIII. Hugo odvrne s pisanjem igre Hernani, izrazito romantične predstave. Leta 1824 je ustanovil revijo La Muse francaise, glasilo francoskih romantikov.
Četudi sedaj znan kot pisec gledaliških iger, slavo doseže z romanom Notredamski zvonar, zgodovinskim romanom iz časa Ludvika XI, ki dotika življenjskih zgodb telesno pokvečenega zvonarja v oskrbi cerkve in mlade ciganke v mestnem okolju, kar doživi veliko večji odmev kot njegova prva knjiga Zadnji dnevi obsojenih (1829), ki je humanitarni protest zoper smrtno kazen.
Victor Hugo je ob tem še vedno tudi precej političen poet, ki odslikava pisano politično dogajanje ustavnih sprememb, a piše tudi povsem intimne in osebne pesmi, celo premišljevalne. Hugo izraža željo in ambicijo, da bi bil odmev svojega časa. Tako je z enako gorečnostjo izpovedoval pravice delavcev in pomen molitve in premišljevanja, lahko celo v isti zbirki. Hvalil je tako Napoleonov vzpon in premišljeval o republikanskih idejah. Mnoge pesmi so bile tako med seboj nasprotujoče, a so bile pisane s prisrčnostjo in tankočutnostjo, pa tudi izbranimi besedami.
Z revolucijo leta 1848 je deležen politične funkcije poslanca in potrdi tudi imenovanje princa Napoleona na oblast. A Napoleon se pomika proti desnici, Victor Hugo pa v istem obdobju postaja vedno bolj prepričan levičar in nasprotnik samodržca v parlamentu. Decembra 1851 se zgodi državni udar in nastopi vnovična vlada Napoleona III. in takoimenovano drugo cesarstvo Francije, Victor Hugo pa podpira odpor proti spremembi oblasti, nato pa pobegne v Bruselj.

### Izgon (1851–70)
Hugov izgon je v zelo omejenem obsegu bil dejanski ubeg pred kazensko odgovornostjo, saj so kaj kmalu iz Francije sporočali, da ni prave verjetnosti, da bo kaznovan, če se vrne domov. Victor Hugo vztraja prostovoljno zunaj in tu dočaka celo izjavo amnestije leta 1859, a vztraja še naprej kot izgnanec kot izraz svojega ponosa, da so bile njegove odločitve pravilne. Po letu bivanja v Bruslju se odpravi med Britance, kjer biva na otokih Angleškega kanala (Guernsey). V bivanju na otokih v obdobju 20tih let napiše tu največji del svojega pisanja, četudi tudi sicer velja za prizadevnega pisca.
Piše tako politično satiro, poezije in zgodovinopisje, loteva se tudi metafizičnih tem Dobrega in Zlega v pesmih La Fin de Satan ("Konec Satana)" in Dieu (“Bog”). Naslavlja tako teme smrti svoje hčere, premišljevanj, loteva se epskih pesnitev in se po zelo plodnem pesnenju odloči za pisanje Nesrečnikov, romana, ki ga je dolgo pred tem opustil. Roman objavljen leta 1862 mu je ponovno pridobil velik ugled, saj popisuje tako težave ob ostri kazenski zakonodaji, številne spremembe družbenih sistemov v Franciji in okorelost državnih uradnikov in častnih politikov v spreminjajoči se družbi.
Napisal je tudi nekaj esejev in zgodovinskih romanov vezanih na angleški boj zoper fevdalizem v 17.stoletju in dobrodelnost in poštenje med francosko revolucijo. Piše tudi o otoških mornarjih, katerim posveti tudi roman.
Izgon se konča z družbenimi spremembami v Franciji leta 1870, ko Napoleon III. prekine svojo oblast. 

### Smrt
Okoli teh let doživi resno krizo, umre mu najprej žena, nato pa kmalu tudi dva sinova. Do njegove smrti mu ostane za družabnico igralka in partnerka, s katero ostane do smrti. Zaradi vojnih obračunov se še enkrat vrne na otok, a od leta 1874 do smrti preživi v Franciji. Med letoma 1841 in 1885 je bil član francoske akademije. Ker je bil nasprotnik Napoleona III., je dolga leta preživel v izgnanstvu, zagovarjajoč demokracijo in republiko, ob bivanju v Franciji po razglasitvi tretje republike pa je postal spet tudi poslanec francoskega parlamenta (a je kmalu odstopil). Ob smrti je bil deležen državnega pogreba in državnih in nacionalnih časti povezanih s francoskim Panteonom in Slavolokom zmage.

Predvsem zadnje obdobje je tudi čas, ko velja za najbolj vizionarskega premišljevalca nove Evrope. Zgodovinsko je zelo pomemben njegov otvoritveni nagovor mirovnem kongresu v Parizu, 21.avgusta 1849, kjer omenja tako Združene države Evrope, kot omenja pogumno vizijo:
"Prišel bo dan, ko bo orožje padlo iz rok tudi vam! Prišel bo dan, ko se bo vojna med Parizom in Londonom, med Peterburgom in Berlinom ali med Dunajem in Torinom zdela tako absurdna in tako nemogoča, kot bi se danes zdela vojna med Rouenom in Amiensom ali med Bostonom in Philadelphio. Prišel bo dan, ko se boste vi, Francija, vi, Rusija, vi, Italija, vi, Anglija, vi, Nemčija, vi, vsi, narodi kontinenta, ne da bi pri tem izgubili svoje značilne lastnosti in svojo veličastno individualnost, tesno povezali v višji skupnosti in ustanovili evropsko bratstvo..."

## Dela

### Za časa življenja
- Nouvelles Odes (1824)
- Bug-Jargal (1826)
- Han d'Islande (1823)
- Ode i balade (1826) zbirka
- Cromwell (1827) esej
- Les Orientales (1829)
- Zadnje leto obsojenih (Le Dernier jour d'un condamné), (1829)
- Hernani (1830) igra
- Cerkev Notre-Dame (1831), (Notre-Dame de Paris) - Tudi Zvonar Notre-Dame
- Marion Delorme (1831)
- Jesensko listje ('Les Feuilles d'automnes) (1831)
- Kralj uživa (Le roi s'amuse), (1832)
- Lucrèce Borgia (1833)
- Marija Tudor (1833)
- Mirabeau (1834)
- Littérature et philosophie mêlées (1834)
- Claude Gueux (1834)
- Angelo (1835)
- Les Chants du crépuscule (1835)
- Les Voix intérieures (1837)
- Ruy Blas (1838)
- Les Rayons et les ombres (1840)
- Rajna (1842)
- Les Burgraves (1843)
- Napoléon mali (1852)
- Les Châtiments (1853)
- Pisma Louisu Bonapartu (1855)
- Les Contemplations (1856)
- La Légende des Siècles (1859)
- Nesrečniki (1862), (tudi l'Miserables, poznan tudi kot muzikal)
- William Shakespeare (esej) (1864)
- Les Chansons des rues et des bois (1865)
- Les Travailleurs de la Mer (1866),
- Pariz - vodič (1867)
- Človek, ki se smeje (1869), (L'Homme qui rit)
- Leto groze (1872)
- Triindevetdeset (Quatre-vingt-treize) (1874)
- Mes Fil (1874)
- Actes et paroles — Avant l'exil (1875)
- Actes et paroles - Pendant l'exil (1875)
- Actes et paroles - Depuis l'exil (1876)
- La Légende des Siècles - 2. dio (1877)
- Umetnost bivanja (1877)
- Histoire d'un crime 1. del (1877)
- Histoire d'un crime 2. del (1878)
- Papa (1878)
- Religions et religion (1880)
- L'Âne (1880)
- Les Quatres vents de l'esprit (1881)
- Torquemada (1882)
- La Légende des siècles Tome III (1883)
- L'Archipel de la Manche (1883)

### Izdana posthumno
- Théâtre en liberté (1886)
- Satanov konec (La fin de Satan) (1886)
- Choses vues - 1. serija (1887)
- Toute la lyre (1888)
- Alpe i Pireneji (1890)
- Bog (1891)
- Francija in Belgija (1892)
- Toute la lyre - nouvelle série (1893)
- Correspondances - Tome I (1896)
- Correspondances - Tome II (1898)
- Les années funestes (1898)
- Choses vues - 2. serija (1900)
- Post-scriptum de ma vie (1901)
- Dernière Gerbe (1902)
- Mille francs de récompense (1934)
- Océan. Tas de pierres (1942)
- Pierres (1951)
- Pogovori z večnostjo

Kar nekaj Hugojeve poezije so priredili v libreto Verdija.